# Rokstjärnen
Rokstjärnen är en sjö i Timrå kommun i Medelpad och ingår i Indalsälven-Selångersåns kustområde.